# Dobos Kálmán
Dobos Kálmán (Szolnok, 1931. július 22. – Budapest, 2013. július 1.) zeneszerző, zongoraművész, zenei szakíró.

## Élete
Elemi iskoláit és középiskoláit szülővárosában végezte. Tizennégy éves korában egy robbanáskor elveszítette a látását. Felsőfokú tanulmányait 1950–1957 között a budapesti Liszt Ferenc Zeneművészeti Főiskola zeneszerzés szakán Viski János növendékeként végezte. 
1957-től a Magyar Rádió szerkesztőjeként dolgozott. Zeneszerzőként a kamarazene, a kórusmuzsika és az egyházi zene terén alkotott elsősorban. Zongoraművészként többek között Liszt, Bartók, Kodály, Weiner Leó és saját műveit játszotta Európa számos országában, továbbá Ázsiában, Afrikában, Dél-Amerikában és az Egyesült Államokban.
Három zeneszerző-monográfiáját Manuel de Falla (1995), Edvard Grieg (1999) és Viski János (2005) munkásságáról a zeneszerzés és zenei előadás problémáit belülről ismerő művészként írta. Viski életművéről ő készítette az első és máig egyetlen átfogó feldolgozást.
Hagyatékát a Bölcsészettudományi Kutatóközpont Zenetudományi Intézet 20-21. Századi Magyar Zenei Archívuma őrzi. Barátjához, Tüskés Tiborhoz írt levelei a Petőfi Irodalmi Múzeum Kézirattárában találhatók.

## Családja
Felesége Tóth Ilona, gyermekeik: Anikó, András, Tamás, János, Kristóf, Mónika, Bernadette.

## Díjak, kitüntetések
1999: Erkel Ferenc-díj
2009: a Magyar Köztársasági Érdemrend Lovagkeresztje

## Zeneművei és azok megjelenése
- Három madrigál Weöres Sándor verseire, vegyeskar, 1956
- Szonata gordonkara es Zongorara (1957) Kiadó: Editio Musica Budapest, 1959
- Szimfónia, 1957, a kompozíció diplomamunkának készült
- Sors, nyiss nekem tért... Petőfi Sándor verse, 3 szólamú férfikar. Nyomtatott kotta, Budapest: Népművelési Intézet, 1962
- Őszi körtánc, Weöres Sándor verse, vegyeskar, 1964, Népművelési Intézet. Nyomtatott kotta, Budapest: Népművelési Intézet, 1964
- Moldvai csángó dalok
- 103. zsoltár
- 119. zsoltár
- Pünkösdi variációk
- Magyar mise[7]
- Missa Aperta
- Missa Brevis
- Kamarazene
- Variations et fugue sur une melodie hongroise du XVI. siècle [Variációk és fúga egy XVI. századi magyar dallamra], zenemű kézirat, OSZK Zeneműtár Ms. Mus. 16.138
- Szonáta Csellóra és Zongorára II. Hommage à Bartók, 1999
- Négy hangszer, három játékos, 2004

## Zenészmonográfiái
- Manuel de Falla élete és művészete, Budapest: Akkord, 1995, 116 p.
- Edvard Grieg élete és művészete, Budapest: Akkord, 1999, 123 p.
- Viski János élete és művészete, Budapest: Püski, 2005, 88 p.